# Dasypus
Dasypus is een geslacht van zoogdieren, en het typegeslacht van de familie Dasypodidae. De wetenschappelijke naam van het geslacht werd in 1758 gepubliceerd door Carl Linnaeus in de tiende editie van Systema naturae.
Ze zijn van bijzonder belang voor biomedisch onderzoek, omdat het de enige niet-menselijke zoogdiergroep is waarvan bekend is dat ze in het wild vatbaar is voor lepra en ook andere menselijke pathogenen kan huisvesten, zoals de veroorzaker van de ziekte van Chagas (Trypanosoma cruzi) en Leishmania-soorten.

## Soorten
Er worden elf soorten in dit geslacht geplaatst:
- Dasypus beniensis Lönnberg, 1942
- Dasypus fenestratus Peters, 1865
- Dasypus guianensis Barthe et al., 2024
- Dasypus kappleri Krauss, 1862 – Kapplergordeldier
- Dasypus mazzai Yepes, 1933
- Dasypus mexicanus Peters, 1865
- Dasypus novemcinctus Linnaeus, 1758 – Negenbandgordeldier
- Dasypus pastasae (O. Thomas, 1901)
- Dasypus pilosus (Fitzinger, 1856) – Harig gordeldier
- Dasypus sabanicola Mondolfi, 1968 – Savannegordeldier
- Dasypus septemcinctus Linnaeus, 1758 – Zevenbandgordeldier

## Verwantschap
Onderzoek op basis van vergelijking van homoloog DNA heeft meer inzicht gegeven in de verwantschap van het geslacht Dasypus, zowel tussen de soorten onderling als binnen de superorde Xenartra. Het geslacht valt uiteen in drie groepen. Er is voorgesteld D. beniensis, D. kappleri en D. pastasae in te delen in het ondergeslacht Dasypus (Hyperambon). De voorouder van deze soorten heeft zich bijna 10 miljoen jaar geleden afgetakt van de voorouder van de overige soorten. D. septemcinctus en de vorm die tot dusver werd aangeduid als D. hybridus vormen samen de tweede groep waarvan is voorgesteld ze in te delen in het ondergeslacht Dasypus (Muletia). Ze zijn zeer nauw aan elkaar verwant en er is voorgesteld ze voortaan te beschouwen als ondersoorten, zodat de laatste dus D. septemcinctus subsp. hybricus zou gaan heten. De voorouder van de ondersoorten van D. septemcinctus heeft zich ongeveer vijf miljoen jaar geleden afgescheiden van de voorouder van de resterende soorten. De resterende soorten zouden dan het ondergeslacht Dasypus (Dasypus) vormen. Binnen deze laatste groep zijn de verwantschappen minder duidelijk en daarom zijn deze soorten in het onderstaande diagram niet gescheiden. Als eerste heeft zich hier een vorm afgesplitst die voorkomt op het Guianaschild en die tot dusver is beschouwd als behorend tot D. novemcinctus, maar nog geen naam heeft. Als tweede heeft de voorouder van D. pilosus zich afgescheiden. Als derde is afgescheiden de voorouder van gordeldieren uit Noord- en Midden-Amerika die tot dusver ook bij D. novemcinctus werden gerekend, en die eveneens nog geen nieuwe naam hebben. De laatste groep bevat D. sabanicola, D. mazzai en de typische vorm van D. novemcinctus die in Zuid-Amerika buiten het Guianaschild voorkomt. Deze zijn slecht van elkaar te onderscheiden.
|  | D. beniensis                                                |
|  |                                                             |
|  | \| \| D. kappleri \| \| \| \| \| \| D. pastasae \| \| \| \| |
|  |                                                             |
|  | D. kappleri                                                 |
|  |                                                             |
|  | D. pastasae                                                 |
|  |                                                             |

|  | D. kappleri |
|  |             |
|  | D. pastasae |
|  |             |

|  | D. beniensis                                                |
|  |                                                             |
|  | \| \| D. kappleri \| \| \| \| \| \| D. pastasae \| \| \| \| |
|  |                                                             |
|  | D. kappleri                                                 |
|  |                                                             |
|  | D. pastasae                                                 |
|  |                                                             |

|  | D. kappleri |
|  |             |
|  | D. pastasae |
|  |             |

|  | D. septemcinctus                                                    |
|  |                                                                     |
|  | complex van D. novemcinctus, D. pilosus, D. mazzai en D. sabanicola |
|  |                                                                     |

|  | D. beniensis                                                |
|  |                                                             |
|  | \| \| D. kappleri \| \| \| \| \| \| D. pastasae \| \| \| \| |
|  |                                                             |
|  | D. kappleri                                                 |
|  |                                                             |
|  | D. pastasae                                                 |
|  |                                                             |

|  | D. kappleri |
|  |             |
|  | D. pastasae |
|  |             |

|  | D. beniensis                                                |
|  |                                                             |
|  | \| \| D. kappleri \| \| \| \| \| \| D. pastasae \| \| \| \| |
|  |                                                             |
|  | D. kappleri                                                 |
|  |                                                             |
|  | D. pastasae                                                 |
|  |                                                             |

|  | D. kappleri |
|  |             |
|  | D. pastasae |
|  |             |

|  | D. septemcinctus                                                    |
|  |                                                                     |
|  | complex van D. novemcinctus, D. pilosus, D. mazzai en D. sabanicola |
|  |                                                                     |